# Maheshwar
Maheshwar (en hindi: महेश्वर ) es una localidad de la India en el distrito de Distrito de , estado de Madhya Pradesh.

## Geografía
Se encuentra a una altitud de 159 m s. n. m. a 300 km de la capital estatal, Bhopal, en la zona horaria UTC +5:30.

## Demografía
Según estimación 2010 contaba con una población de 23 877 habitantes.